# Torta di limetta

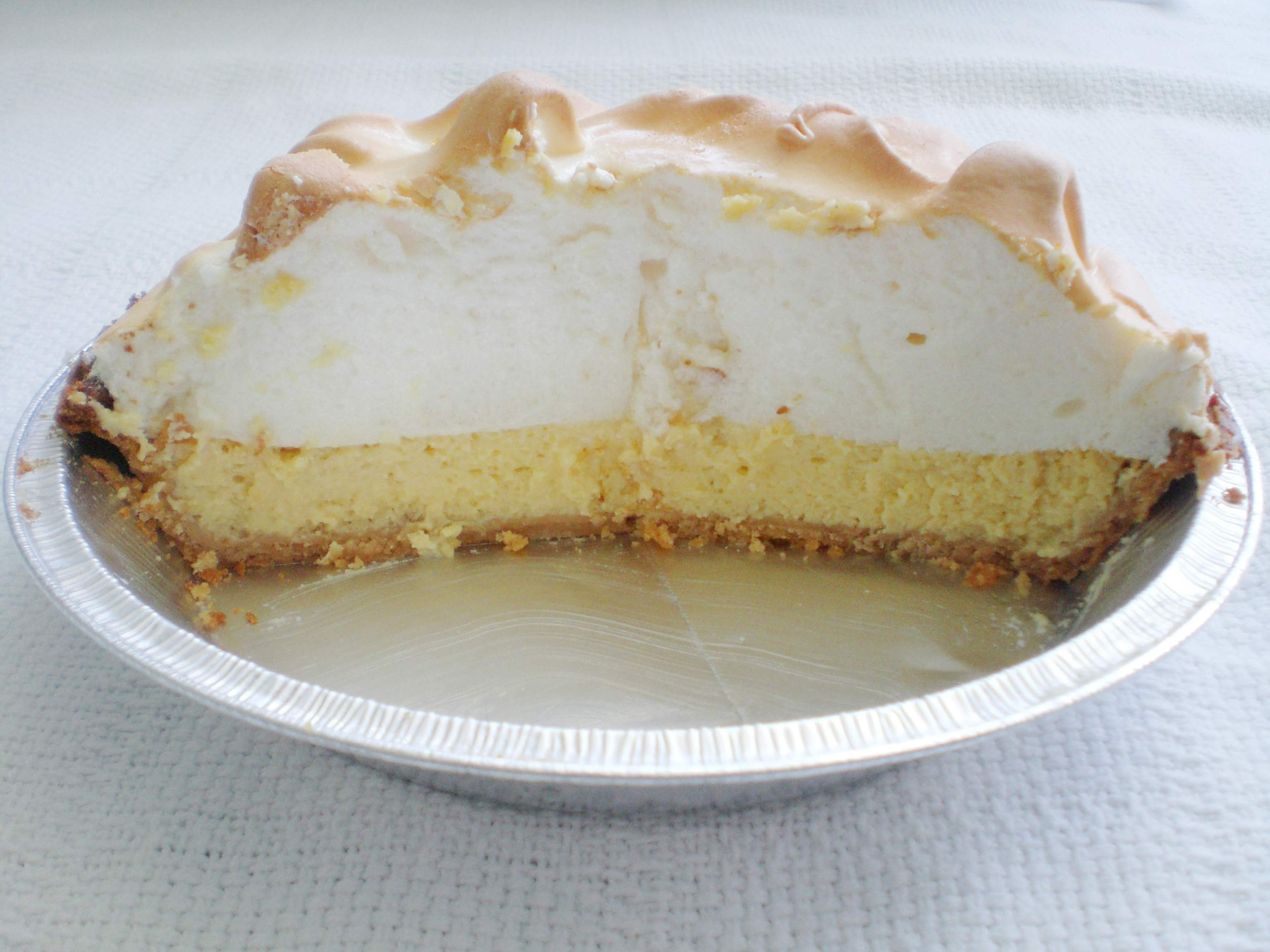
Key lime pie vista in sezione

La torta di limetta (in inglese key lime pie) è un dolce statunitense fatto col succo di limetta, tuorli d'uovo, latte condensato e meringa in crosta di torta o, in alternativa, panna montata.
La versione Conch tradizionale usa l'albume per fare una guarnizione di meringa.
Il nome inglese deriva dalle limette prodotte nelle isole Keys della Florida.

## Legislazione
Nel 1965, il rappresentante della Florida Bernie Papy, Jr., introdusse una multa di 100$ per la pubblicità ingannevole fatta per una torta di Key Lime Pie che non fosse fatta di limetta, ma non passò.
Nel 2006, sia la Camera che il Senato della Florida promossero una legge in cui la Key Lime Pie sia la "torta ufficiale dello stato della Florida" (primo luglio 2006)